# Delo bylo v Pen'kove
Delo bylo v Pen'kove (Дело было в Пенькове) è un film del 1957 diretto da Stanislav Iosifovič Rostockij.